# Albrecht Jebens
Albrecht Jebens (* 4. Mai 1946 in Hamburg) ist ein deutscher Geograph und anfänglich rechtskonservativer anschließend rechtsextremer Publizist.

## Leben und Beruf
Nach dem Abitur am Gymnasium Farmsen war Jebens 1968/69 Wehrdienstleistender in der Panzerbrigade 18. Ab 1970 studierte er Geschichte, Geographie und Politikwissenschaft an der Eberhard Karls Universität Tübingen. 1970 wurde er Mitglied des Corps Franconia Tübingen. Im Studium war er Hilfsassistent am Tübinger Seminar für Zeitgeschichte und Volontär bei den Lübecker Nachrichten. 1975 machte er das Erste Staatsexamen. Danach war er Wissenschaftlicher Angestellter am Geographischen Institut in Tübingen. Im Rahmen seiner Doktorarbeit war er von 1976 bis 1978 in Afghanistan. 1983 promovierte er magna cum laude zum Dr. phil.
Von 1982 bis 1997 war er Geschäftsführer des Studienzentrums Weikersheim und persönlicher Referent von Hans Filbinger. Die Weikersheimer Tagungsberichte wurden durch ihn mit-veröffentlicht. Er wurde Geschäftsführer bei der Stiftung Ostdeutscher Kulturrat in Bonn (1998) und bei der Ost- und Westpreußenstiftung in Oberschleißheim (2000). In dieser Zeit wurde er Herausgeber der Zeitschrift Kameraden der Arbeitsgemeinschaft für Kameradenwerke und Traditionsverbände und veröffentlichte in Criticón. Von 2001 bis 2004 war er Vorsitzender der Hans Filbinger-Stiftung. Seit 2002 ist er Zweiter Vorsitzender des Preußeninstituts. Er war Mitglied der CDU und Referent der Gesellschaft für freie Publizistik. Er sitzt im Vorstand der rechtsextremen Deutschen Studiengemeinschaft und arbeitet seit 2012 als freier Handelsvertreter für das Bertelsmann-Tochterunternehmen inmediaONE.

## Werke
- mit Günter Oeltze von Lobenthal: Mut zu einer gesamtdeutschen Zukunft. Materialien für die Wiederherstellung Deutschlands. Berlin 1988.
- Preussische Perspektiven 1813–1989–1993. Hamburg 1993.
- hrsg. mit Stefan Winckler: In Verantwortung für die Berliner Republik. Ein freiheitlich-konservatives Manifest. Festschrift für Prof. Klaus Hornung zum 75. Geburtstag. A. Jebens, Uhldingen-Mühlhofen 2002, ISBN 3-00-009933-6.